# Sapor-Doukhtak de Mésène
Sapor-Doukhtak Sassan fut une princesse sassanide du IIIe siècle de notre ère.

## Biographie
Elle était la fille unique de Chapour de Mésène, troisième fils de Chapour Ier, empereur sassanide de Perse. C'est la grande inscription de Naqsh-e Rostam qui nous révèle son existence : « de Sapor-Doukhtak, fille du roi de Mésène... ». On ne sait rien d'autre sur elle.